# Oakland (Nebraska)
Oakland je grad u američkoj saveznoj državi Nebraska. Prema popisu stanovništva iz 2010. u njemu je živjelo 1,244 stanovnika.